# John Marshall (sjökapten)
John Marshall, född 26 februari 1748 i Ramsgate i England, död 1819, var en brittisk kapten i handelsflottan. Han har givit namn åt Marshallöarna i Mikronesien, som han besökte under en segling från Australien till Kina 1788.
Marshall gick till sjöss vid mycket unga år och tillbringade hela sitt yrkesverksamma liv till sjöss. År 1787 var han befälhavare på barkskeppet Scarborough, som chartrats för att ingå i den konvoj med straffångar och soldater som inledde den brittiska bosättningen i Australien och som har fått namnet First Fleet. Efter att konvojen avlämnat sina passagerare och sin last vid nuvarande Sydney var planen att Marshall med Scarborough och Thomas Gilbert med skeppet Charlotte skulle fortsätta till Kina, där de skulle hämta last av te för Brittiska Ostindiska Kompaniet. Marshall och Gilbert valde en rutt som tog dem längre åt öster än strängt nödvändigt. De kom då att segla förbi tidigare obeskrivna öar i Mikronesien. De ögrupper där dessa var belägna, har senare fått namnen Marshall- och Gilbertöarna efter de båda kaptenerna. De bildar idag självständiga stater, Gilbertöarna med namnet Kiribati, som är Gilbert anpassat till det lokala språkets fonologi.
Marshall gjorde ytterligare en rundresa ned Scarborough med straffångar till Australien men seglade i övrigt i andra farvatten.